# Ролинг, Август
А́вгуст Ро́линг (нем. August Rohling, 15 февраля 1839, Нойенкирхен, Провинция Вестфалия, Пруссия — 23 января 1931, Зальцбург, Веймарская республика) — немецкий (австрийский) религиозный деятель и католический теолог. Каноник.

## Биография
После окончания гимназии Gymnasium Paulinum в 1858 году начал изучать теологию в Мюнстерской академии. После проведения исследовательской деятельности в Париже, 21 мая 1863 года в Мюнстере был рукоположен в сан священника епископом Иоганном Георгом Мюллером. После этого едет в Вену, а в 1865 году становится домашним учителем у графов Мероде в Брюсселе и Париже, а также готовится к будущей научной деятельности. После своего возвращения в Германию в 1865 году становится капелланом в Райнберге, а 16 марта становится лиценциатом, защитив в Мюнстерской академии диссертацию по теме «Сентенции Моисея о бессмертии души» (лат. De Mosis sententia de animarum immortalitate). В 1866 году переезжает в Мюнстер и остановится викарием в Церкви Святого Мартина и приват-доцентом экзегетики Ветхого Завета в Мюнстерской академии. Вслед за этим в 1867 году он оканчивает докторантуру в Йене и проходит хабилитацию в Мюнстере. Из-за денежных трудностей дополнительно занимается преподаванием в католической семинарии «Collegium Borromaeum». В 1871 году становится почётным доктором и адъюнкт-профессором экзегетики в Мюнстерском университете. В 1874 году переезжает в США, где становится адъюнкт-профессором нравственного богословия в Семинарии святого Франциска Сальского. В 1875 году возвращается в Европу для того чтобы совершить поездку в Италию, а затем в Великобританию, где непродолжительно занимал должность преподавателя немецкого языка в католическом университетском колледже в Кенсингтоне. Весной 1876 года он переезжает на место жительство в Инсбрук, а через год становится профессором кафедры экзегетики Ветхого Завета Карлова университет. В 1892 году становится каноником коллегиальная церкви в Праге. В 1897 году опубликовал хилиастическую работу «Государство будущего» (нем. Der Zukunftsstaat), которая вызвала трения с церковным руководством и была включена в Индекс запрещённых книг. В 1899 году он оставил своё профессорство. Он переехал в Горицию, а затем в Фрайштадт и Зальцбург, где усиленно занимался публицистикой и литературной деятельностью под возникшим ещё в 1864 году псевдонимом «Ибар».

## Антиталмудизм и антисемитизм
Ролинг придерживался антисемитских взглядов. Его книга «Талмудический еврей» (нем. Der Talmudjude) впервые вышла в Мюнстере 1871 году, когда Отто фон Бисмарк начал проводить в Германии политику Культуркампфа, и в 1877 вышло уже шестое издание. Книгу широко цитировала католическая печать, но она никак не связывалась с политическим антисемитизмом до произошедшего в 1883 году Тисаэсларского дела. В дальнейшем книга стала источником, которым пользовались все антисемитски настроенные писатели и журналисты, включая главного редактора нацистского еженедельника «Der Stürmer» Юлиуса Штрехера.
В основу книги легла антиеврейская работа немецкого востоковеда Иоганна-Андреаса Эйзенменгера «Разоблачённое еврейство, или Тщательный и правдивый отчёт о том, каким образом тайные евреи хулят и бесчестят Пресвятую Троицу» (нем. Entdecktes Judenthum Oder Gründlicher und Wahrhaffter Bericht, welchergestalt die verstockten Juden die Hochheilige Drey-Einigkeit lästern und verunehren). Ещё одним первоисточником для Ролинга послужили антисемитские публикации крещёного еврея Арона Бриммана. В то же время «Талмудического еврея» критиковали как многие учёные, например лютеранский теолог Франц Делич, так и религиозные деятели, как раввин Исаак Кронер. Книга даже стала причиной для судебного процесса о клевете начатым Ролингом против раввина Иосифа Блоха, в своих статьях обвинившего Ролинга в искажении иудейских текстов.
В будущем Ролинг приветствовал появление сионизма, как решения еврейского вопроса и написал памфлет направленный против сочинения раввина Морица Гюдемана «Иудаизм в сущности» (нем. Das Judenthum in Seinen Grundzügen).

## Судебные процессы по ритуальным убийствам
Ролинг неоднократно привлекался в качестве эксперта при расследовании дел имеющих оттенок ритуального убийства. Во время судебных слушаний по Тисаэсларскому делу Франц Делич и раввин Иосиф Блох указали на фальсификации и искажения совершённые Ролингом при обращении к тексту Талмуда. Кроме того выступая в качестве эксперта в суде Ролинг оказался неспособным прочитать Талмунд в подлиннике.
Ролинг пользовался поддержкой со стороны депутатом австрийского Рейхстага Карла Люгера и Георга Риттера фон Шрёнерера, которые были как и он антисемитами и своими публичными выступлениями возможно оказал влияние на молодого Адольфа Гитлера.

## Сочинения Ролинга
- «Der Talmudjude» (Мюнстер, 1871; 6-е изд. 1877);
- «Katechismus des 19 Jahrhunderts f ür Juden, Protestanten und Katholiken» (1878);
- «Franz Delizsch und die Judenfrage» (Прага, 1881);
- «Fünf Briefe ü ber den Talmudismus und das Blutritual der Juden» (ib., 1881);
- «Die Polemik und das Menschenopfer des Rabbinismus» (Падерборн, 1883);
- «Die Ehre Israels» (Прага, 1889);
- «Die Wirthschaft der guten Juden und die Weltnot der Gegenwart» (1892);
- «Auf nach Zion oder die grosse Hoffnung Israels und aller Menschen» (Прага, 1901);
- «Das Judentum nach neurabbinischer Darstellung der Hochfinanz Israels» (Мюнхен, 1903).